# Мария да Луш Гебуза
Мария да Луш Гебуза (порт. Maria da Luz Guebuza; 11 января 1960, Португальский Мозамбик) — мозамбикский политик, супруга президента Арманду Гебуза, первая леди Мозамбика со 2 февраля 2005 по 15 января 2015 года.

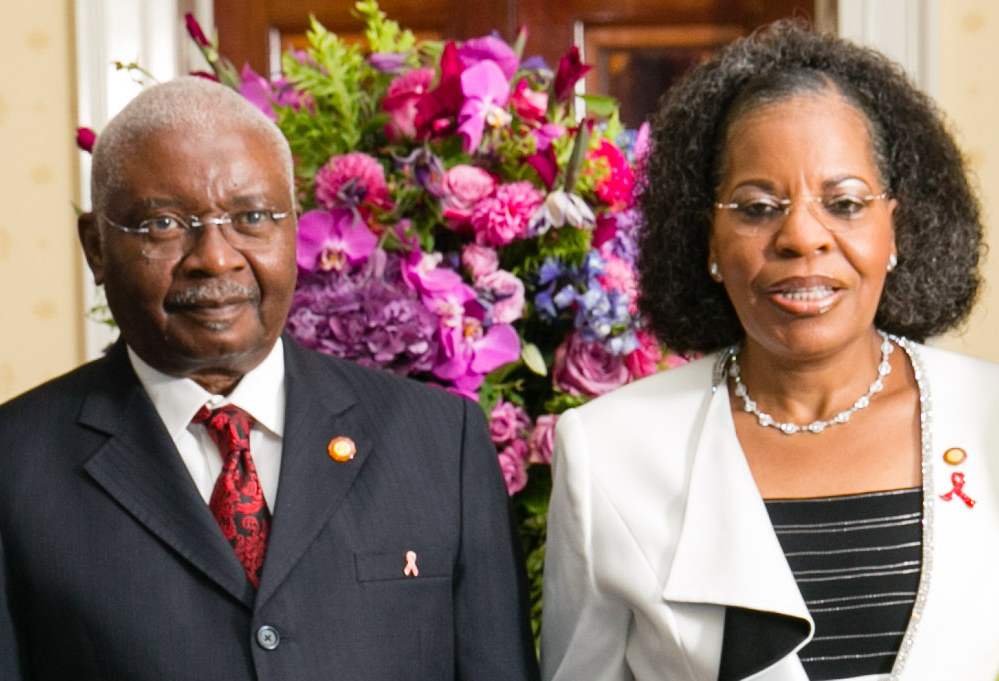
Мария да Луш Гебуза и президент Арманду Гебуза

Правозащитница, занимается проблемам сирот и больных ВИЧ/СПИДом, вопросами защиты и образования, а также сохранения здоровья женщин и детей, особенно в контексте проблемы ВИЧ, основала организации «Объединимся ради детей» и «Объединимся против СПИДа» в рамках Инициативы ЮНИСЕФ. Занимала пост вице-председателя некоммерческой организации «Единая Африка против СПИДа и страданий» (African Synergy against AIDS and Suffering) .